# Jaggs
Jaggs est un duo de disc jockeys et producteurs néerlandais, composé de Joep van Aanholt et Glenn van Gessel, en activité depuis 2012.
Le duo se fait repérer en 2014, avec Blazin', sorti sur Oxygen, sous-label de Spinnin' Records.

## Discographie

### Singles
| Année | Titre                          | Label                 |
| ----- | ------------------------------ | --------------------- |
| 2013  | Cookie Monstah                 | Strangers in Paradise |
| 2014  | Blazin' (avec Tom & Jame)      | Oxygen                |
| 2014  | Karambit                       | Hysteria Records      |
| 2014  | BLEEPDIFREAK                   | Revealed Recordings   |
| 2015  | See You Rave                   | Revealed Recordings   |
| 2015  | Ramper                         | Revealed Recordings   |
| 2015  | Bassface (avec Alpharock)      | Revealed Recordings   |
| 2015  | Elixor                         | Banzai Recs           |
| 2015  | Kamelot (avec Marnik)          | Dim Mak Records       |
| 2016  | Hystery (Sabrina Signs)        | Revealed Recordings   |
| 2016  | Diamonds                       | Revealed Recordings   |
| 2016  | Like That (avec Jack & Jordan) | Revealed Recordings   |
| 2016  | Chronos (avec Dropgun)         | Revealed Recordings   |
| 2016  | Stop Me (avec KEVU)            | Revealed Recordings   |
| 2016  | Nazar                          | Revealed Recordings   |
| 2016  | Feels Good                     | Revealed Recordings   |
| 2017  | Remember                       | Metanoia              |
| 2017  | Doinky                         | Revealed Recordings   |
| 2017  | TING!                          | Revealed Recordings   |
| 2017  | On My Bass                     | Pressplay Recordings  |

### Remixes
- 2015 : Aylen - Rafiki (JAGGS Remix) [Hysteria Recs]
- 2015 : Jochen Miller, Hansen Tomas - A Million Pieces (Jaggs Remix) [Armada Trice]